# Кемраз, Марвин
Марвин Кемраз (1 января 1916, Чикаго — 23 июня 1995, Эванстон; англ. Marvin Camras) — американский инженер-электрик и изобретатель
Исследования Кемраза являются влиятельными в сфере магнитной записи.

## Биография
Марвин родился в Чикаго, в американском штате Иллинойс, 1 января 1916 года.
Он получил диплом бакалавра в 1940 году и диплом магистра — в 1942
Кемраз создал своё первое записывающее устройство в 1930-х для двоюродного брата, который стремился стать певцом. Впоследствии он начал использовать магнитную плёнку, что делало процесс записи намного проще.
Работа Марвина Кемраза привлекла внимание профессоров Иллинойского технологического института. Ему предложили занять должность в Арморском исследовательском фонде, и доработать своё изобретение. 
В довоенное и послевоенное время, первые записывающие приборы Кемраза использовались правительством США для тренировки пилотов. До окончания Второй мировой войны эта технология был засекречена.
В июне 1944 Кемраз был награждён «US Patent number 2351004, „Method and Means of Magnetic Recording“». Суммарно Кемраз получил более 500 патентов, большинство из которых — в области электрических коммуникаций.
Марвин Кемраз умер от почечной недостаточности в возрасте семидесяти девяти лет, 23 июня 1995 года, в Эванстоне (Иллинойс).